# Armorial des freguesias de Cartaxo
- il comporte peu ou pas de sources.
- il reste des blasons à dessiner dans cet armorial.

Cette page donne les armoiries (figures et blasonnements) des freguesias de Cartaxo. 
| Image | Nom de la commune et blasonnement |
| ----- | --------------------------------- |
|       | Cartaxo                           |
|       | Ereira                            |
|       | Lapa                              |
|       | Pontével                          |
|       | Valada                            |
|       | Vale da Pedra                     |
|       | Vale da Pinta                     |
|       | Vila Chã de Ourique               |